# Georg Andreas von Rosen
Barone Georg Andreas von Rosen, (in russo: Григорий Владимирович Розен) (11 ottobre 1782 – Mosca, 18 agosto 1841), è stato un generale russo.

## Biografia
Era il figlio di Woldemar von Rosen, e di sua moglie, Olimpia Feodorovna Raevskaja. Aveva un fratello, Alexander.

## Carriera
Il 6 marzo 1789 si arruolò, con il grado di sergente, nel reggimento di fanteria fino a raggiungere, il 21 maggio 1803, al grado di capitano. Partecipò alle campagne contro i francesi del 1805-1807. Partecipò alla battaglia di Austerlitz. Il 29 marzo 1806 fu promosso al grado di colonnello.
Nel 1808 partecipò alla Guerra di Finlandia e il 28 marzo 1809 venne promosso al grado di maggior generale. Si distinse nelle Battaglie di Borodino e di Krasnoi.
Prese parte attiva nella soppressione della rivolta polacca. Dal 1831 al 1837 comandò la 6ª divisione del Corpo del Caucaso. La sua occupazione principale nel Caucaso, è stato quello di migliorare i mezzi di comunicazione per scopi militari e spedizioni. Gli ultimi anni della sua vita divenne senatore.

## Matrimonio
Nel 1812 sposò la contessa Elizaveta Dmitrievna Zubova (1790-1862), figlia del conte Dmitrij Aleksandrovič Zubov. Ebbero sei figli:
- Aleksandr Grigor'evič (1812-1874);
- Dmitrij Grigor'evič (1815-1885);
- Ljdia Grigor'evna (1817-1866), sposò il principe Aleksandr Leonovič Dadianov;
- Adelaïde Grigor'evna (1819/1820-1860);
- Praskov'ja Grigor'evna (1825-1899);
- Sof'ja Grigor'evna (1821-1900), sposò Vladimir Semënovič Aladin.

## Morte
Morì il 18 agosto 1841 a Mosca.